# Селянино (Московская область)
Селя́нино — деревня в Шатурском муниципальном районе Московской области, в составе сельского поселения Пышлицкое. Расположена в юго-восточной части Московской области в 0,5 км к северу от реки Пры. Входит в культурно-историческую местность Ялмать. Деревня известна с 1637 года.
Население — 15 чел. (2013).

## Название
В писцовой книге Владимирского уезда 1637—1648 гг. упоминается как Артемово малое, в более поздних письменных источниках обычно одновременно употреблялись два наименования: Селянина (Артемовская) (1868 год), Селянино (Артемово) (1887 год), Артемовское, Селянино тож (1906 год). В списке населённых мест 1862 года — Селянино. На межевой карте Рязанской губернии 1850 года и Специальной карте Европейской России 1871 года обозначена как Селянина.
Название связано с некалендарным личным именем Селянин. В писцовой книге XVII века среди жителей соседней деревни Артёмово указан Микифорка Никонов сын Солянинов, возможно, его отец Соляня (или Солянин) был первым поселенцем новой деревни. Также существует предположение о происхождении названия деревни от термина селянин — «поселянин, крестьянин-пахарь».

## Физико-географическая характеристика

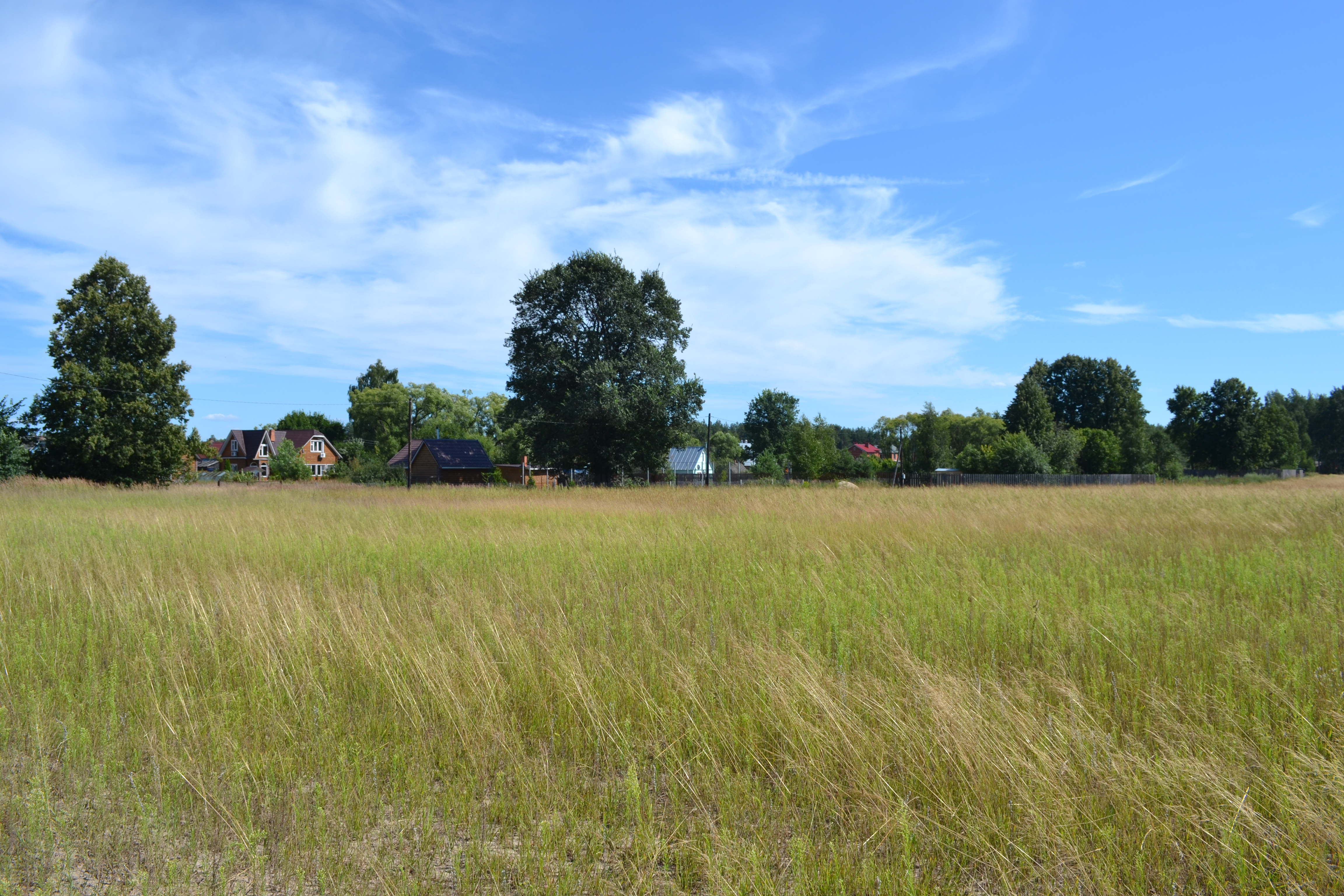
Поле около деревни

Деревня расположена в пределах Мещёрской низменности, относящейся к Восточно-Европейской равнине, на высоте 117 м над уровнем моря. Рельеф местности равнинный. К югу от деревни расположено урочище Долгий лес, в котором находится Городище, представляющее собой пригорки, обнесённые круглым валом. В 100 м к северо-востоку от деревни находится Горелое болото, а в 0,5 км на юго-восток — Круглое болото. В 0,5 км к югу от Селянино протекает река Пра.
По автомобильной дороге расстояние до МКАД составляет около 161 км, до районного центра, города Шатуры, — 61 км, до ближайшего города Спас-Клепики Рязанской области — 21 км, до границы с Рязанской областью — 5 км. Ближайший населённый пункт — деревня Артёмово, расположенная в 500 м к западу от Селянино.
Деревня находится в зоне умеренно континентального климата с относительно холодной зимой и умеренно тёплым, а иногда и жарким, летом. В окрестностях деревни распространены торфянисто- и торфяно-подзолистые и дерново-подзолистые почвы с преобладанием суглинков и глин.
В деревне, как и на всей территории Московской области, действует московское время.

## История

### С XVII века до 1861 года

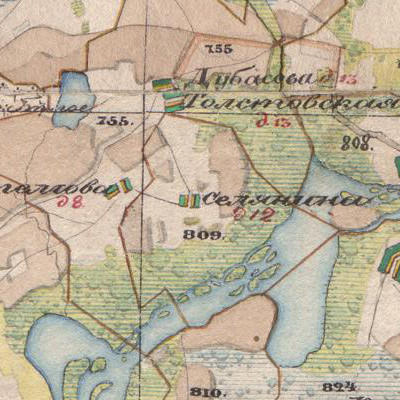
Деревня Селянино на карте 1850 года

Вплоть до XIX века деревня называлась Артёмово малое, Артёмовская, в связи с этим существует предположение, что деревня возникла в результате переселения части крестьян деревни Артёмово.
Во второй половине XVII — первой половине XVIII веков деревня Селянино входила в Тереховскую кромину волости Муромское сельцо Владимирского уезда Замосковного края Московского царства. Первым известным владельцем деревни был Степан Михайлович Ресницын. После его смерти, в 7131 (1622/23) году поместье досталось его вдове Авдотье Богдановской и сыну Василию. В писцовой книге Владимирского уезда 1637—1648 гг. Селянино описывается как деревня на суходоле с двумя дворами, при деревне имелись пахотные земли среднего качества и сенокосные угодья: «Деревня Артемово малое на суходоле, а в ней двор крестьянин Матюшка Яковлев да брат его Гришка, у Матюшки сын Ивашко да дядя их Ивашко Ильин, у Ивашки сын Родка. Двор бобыль Мишка Степанов да брат его Гришка Сидоров, у Мишки сын Ивашко, у Гришки сын Родка. Пашни паханые, середние земли двадцать четыре четверти в поле, а в дву по тому ж; сена около поль и по речке по Пошице тридцать копен».
По данным X ревизии 1858 года, деревня принадлежала штабс-капитан Константину Владимировичу Анисимову.
По сведениям 1859 года Селянино — владельческая деревня 2-го стана Егорьевского уезда по правую сторону Касимовского тракта, при реке Пре.
На момент отмены крепостного права владелицей деревни была помещица Анисимова.

### 1861—1917
После реформы 1861 года из крестьян деревни было образовано одно сельское общество, которое вошло в состав Дерсковой волости.
В 1885 году был собран статистический материал об экономическом положении селений и общин Егорьевского уезда. В деревне было общинное землевладение. Земля была поделена по ревизским душам. Переделы мирской земли (пашни и луга) происходили по мере надобности, так в 1875 году вместо прежних 49 душ землю поделили на 53. В общине был как дровяной, так и строевой лес. Лес рубили ежегодно, но его было мало, поэтому многим крестьянам приходилось покупать дрова. Надельная земля находилась в одной меже и имела фигуру треугольника, основание которого омывала река Ялма, образовывая в этом месте два озера — Шатурское и Валдеево. Сама деревня находилась в середине надельной земли. Дальние полосы отстояли от деревни на четверть версты. Пашня была разделена на 57 участков. Длина душевых полос от 6 до 30 сажень, а ширина от 1 до 1,5 аршин. Кроме надельной земли, у крестьян имелась также купчая земля, приобретённая в собственность на имя крестьянина деревни Василия Ефимова и разделённая на 47 раскладочных душ.
Почвы были песчаные, пашни — бугроватые. Луга болотистые — по берегам реки и озера. Прогоны были удобные. В деревне был небольшой пруд и 9 колодцев с хорошей водой. Своего хлеба не хватало, поэтому его покупали в селе Спас-Клепиках. Сажали рожь, овёс, гречиху и картофель. У крестьян было 17 лошадей, 41 корова, 107 овец, 27 свиней, а также 35 плодовых деревьев и 40 колодок пчёл. Избы строили деревянные, крыли деревом и железом, топили по-белому.
Деревня входила в приход села Фрол (Радушкино). Ближайшая школа находилась при Дерсковском волостном правлении. В самой деревне имелась одна мельница. Главным местным промыслом было вязание сетей для рыбной ловли, которым занимались исключительно женщины. Почти все мужчины были плотниками, из них 6 человек работали в Егорьевском уезде, а 30 по большей части в Пензе и других городах. Зимой мужчины занимались рыбной ловлей.
В начале XX века ближайшее почтовое отделение и земская лечебница находились в селе Дмитровский Погост.

### 1917—1991
В 1919 году деревня Селянино в составе Дерсковской волости была передана из Егорьевского уезда во вновь образованный Спас-Клепиковский район Рязанской губернии. В 1921 году Спас-Клепиковский район был преобразован в Спас-Клепиковский уезд, который в 1924 году был упразднён. После упразднения Спас-Клепиковского уезда деревня передана в Рязанский уезд Рязанской губернии. В 1925 году произошло укрупнение волостей, в результате которого деревня оказалась в укрупнённой Архангельской волости. В ходе реформы административно-территориального деления СССР в 1929 году деревня вошла в состав Дмитровского района Орехово-Зуевского округа Московской области. В 1930 году округа были упразднены, а Дмитровский район переименован в Коробовский.
В 1930 году деревня Селянино входила в Дубасовский сельсовет Коробовского района Московской области.
В начале 30-х годов в деревне был организован колхоз «Новая жизнь». Известные председатели колхоза: Дедова Матрёна Ивановна (1932—1934 гг.), Шестов (июль 1934—1935 гг.), Дедова М. И. (1938—1942, 1946 гг.), Борисов (октябрь 1946—1948 гг.).
Дети из деревни Артёмово посещали Дубасовскую начальную школу.
Во время Великой Отечественной войны в армию были призваны 18 жителей деревни. Из них 5 человек погибли, 3 пропали без вести.

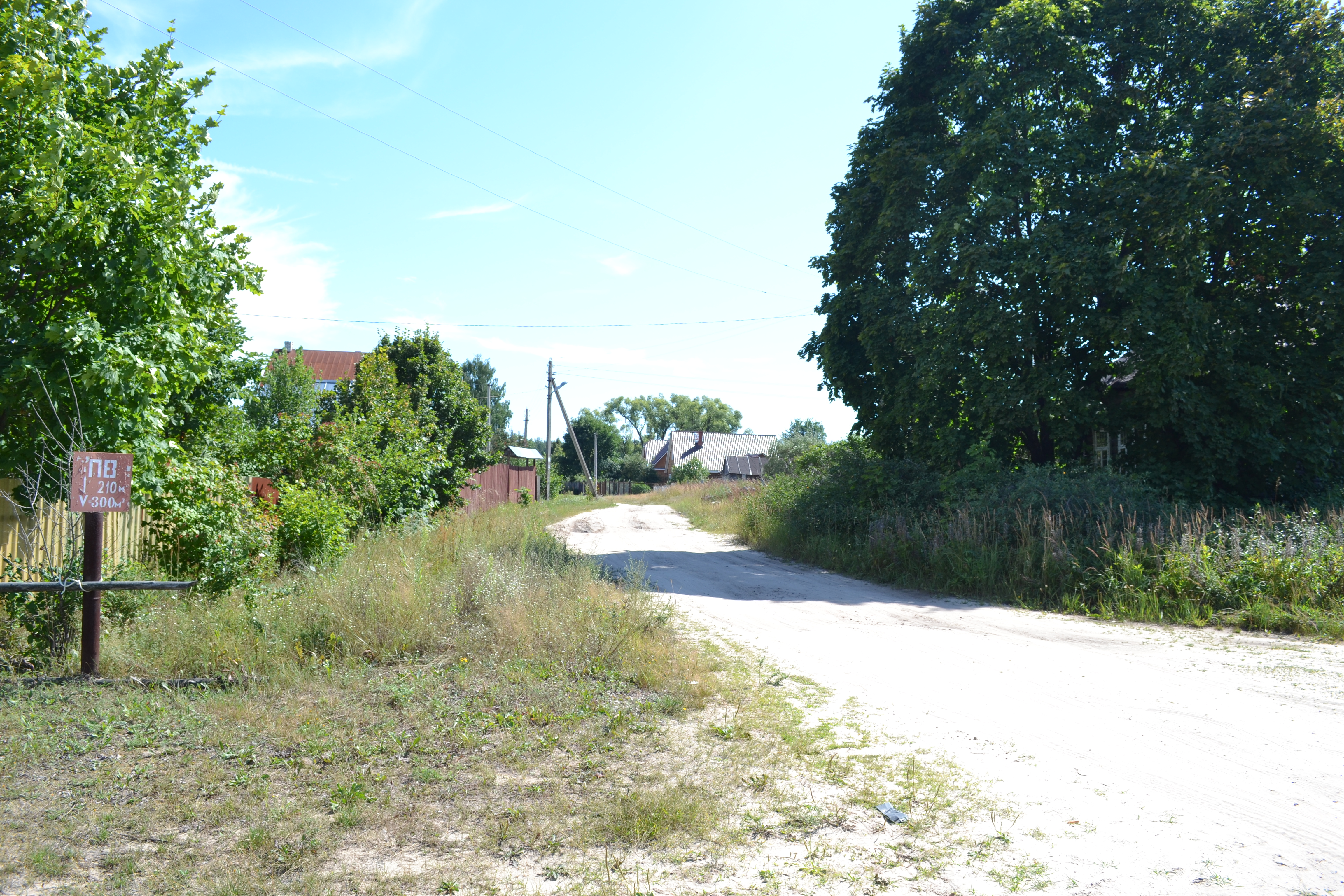
Улица в деревне

В 1951 году было произведено укрупнение колхозов, в результате которого деревня Селянино вошла в колхоз «Новая жизнь», впоследствии в ходе второго укрупнения в 1958 году деревня вошла в колхоз им. Кирова.
В 1959 году деревня была передана из упразднённого Дубасовского сельсовета в Пышлицкий сельсовет.
3 июня 1959 года Коробовский район был упразднён, Пышлицкий сельсовет передан Шатурскому району.
В 1960 году был создан совхоз «Пышлицкий», в который вошли все соседние деревни, в том числе Селянино.
С конца 1962 года по начало 1965 года Селянино входило в Егорьевский укрупнённый сельский район, созданный в ходе неудавшейся реформы административно-территориального деления, после чего деревня в составе Пышлицкого сельсовета вновь передана в Шатурский район.

### С 1991 года
В феврале 1992 года из Пышлицкого сельсовета выделен Белоозёрский сельсовет, в состав которого вошло Селянино. В 1994 году в соответствии с новым положением о местном самоуправлении в Московской области Белоозёрский сельсовет был преобразован в Белоозёрский сельский округ. В 2004 году Белоозёрский сельский округ был упразднён, а его территория включена в Пышлицкий сельский округ. В 2005 году образовано Пышлицкое сельское поселение, в которое вошла деревня Селянино.

## Население
| 1858 | 1859 | 1868 | 1885 | 1905 | 1970 | 1993 |
| ---- | ---- | ---- | ---- | ---- | ---- | ---- |
| 106  | ↘103 | ↗116 | ↗143 | ↗176 | ↘22  | ↘11  |
| 2002 | 2006 | 2010 | 2011 | 2013 |      |      |
| ↗21  | ↘6   | ↗12  | ↘11  | ↗15  |      |      |

Первые сведения о жителях деревни встречаются в писцовой книге Владимирского уезда 1637—1648 гг., в которой учитывалось только податное мужское население (крестьяне и бобыли). В деревне Артемово малое было два двора: один крестьянский двор, в котором проживало 5 мужчин, и один бобыльский двор с 4 бобылями.
В переписях за 1858 (X ревизия), 1859 и 1868 годы учитывались только крестьяне. Число дворов и жителей: в 1850 году — 12 дворов; в 1858 году — 49 муж., 57 жен.; в 1859 году — 14 дворов, 49 муж., 54 жен.; в 1868 году — 16 дворов, 61 муж., 55 жен.
В 1885 году был сделан более широкий статистический обзор. В деревне проживало 143 крестьянина (21 двор, 65 муж., 78 жен.), из 18 домохозяев трое имели две и более избы. На 1885 год грамотность среди крестьян деревни составляла 10 % (15 человек из 143), также 6 мальчиков посещали школу.
В 1905 году в деревне проживало 176 человек (27 дворов, 82 муж., 94 жен.), в 1970 году — 9 дворов, 22 чел.; в 1993 году — 15 дворов, 11 чел; в 2002 году — 21 чел. (8 муж., 13 жен.).
По результатам переписи населения 2010 года в деревне проживало 12 человек (6 муж., 6 жен.), из которых трудоспособного возраста — 4 человека, старше трудоспособного — 7 человек, моложе трудоспособного — 1 человек.
Жители деревни по национальности в основном русские (по переписи 2002 года — 95 %).
Деревня входила в область распространения Лекинского говора, описанного академиком А. А. Шахматовым в 1914 году.

## Социальная инфраструктура
Ближайшие предприятия торговли расположены в посёлке санатория «Озеро Белое». Там же находятся обслуживающие жителей деревни дом культуры, библиотека и отделение «Сбербанка России». Медицинское обслуживание жителей деревни обеспечивают Белоозёрская амбулатория, Коробовская участковая больница и Шатурская центральная районная больница. Ближайшее отделение скорой медицинской помощи расположено в Дмитровском Погосте. Среднее образование жители деревни получают в Пышлицкой средней общеобразовательной школе.
Пожарную безопасность в деревне обеспечивают пожарные части № 275 (пожарные посты в селе Дмитровский Погост и деревне Евлево) и № 295 (пожарные посты в посёлке санатория «Озеро Белое» и селе Пышлицы).
Деревня электрифицирована. Центральное водоснабжение отсутствует, потребность в пресной воде обеспечивается общественными и частными колодцами.
Для захоронения умерших жители деревни, как правило, используют кладбище, расположенное около посёлка Фрол. До середины XX века рядом с кладбищем находилась Покровская церковь, в состав прихода которой входила деревня Селянино.

## Транспорт и связь

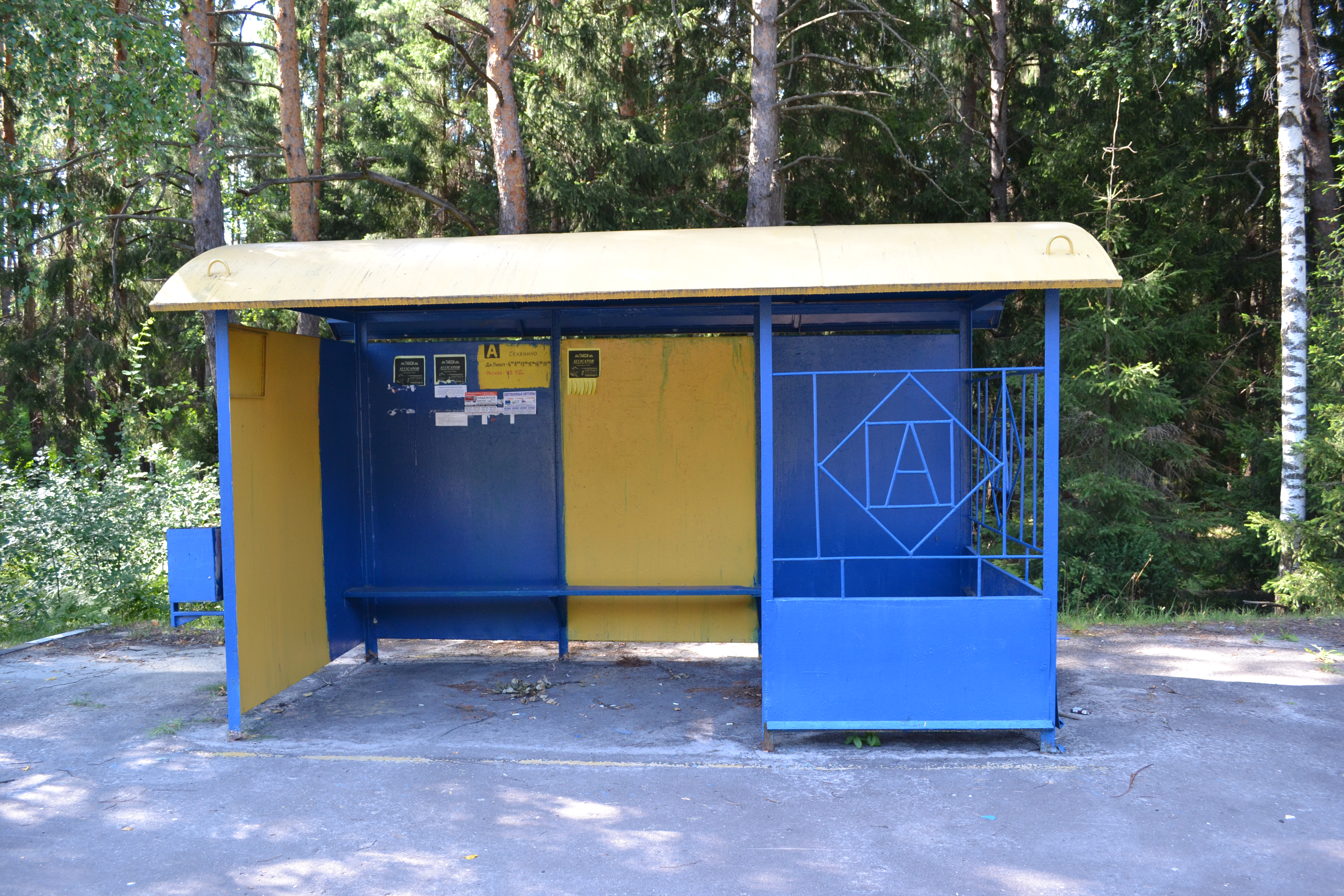
Остановка «Селянино»

В 0,5 км от деревни проходит автомобильная дорога регионального значения Р105 (Егорьевское шоссе), на которой имеется остановочный пункт маршрутных автобусов «Селянино».
Деревня связана автобусным сообщением с районным центром — городом Шатурой и станцией Кривандино (маршруты № 130 и № 579), селом Дмитровский Погост и деревней Гришакино (маршрут № 40). Кроме того, по Егорьевскому шоссе проходят несколько маршрутов до города Москвы. Ближайшая железнодорожная станция Кривандино Казанского направления находится в 50 км по автомобильной дороге.
В деревне доступна сотовая связь (2G и 3G), обеспечиваемая операторами «Билайн», «МегаФон» и «МТС». В деревни установлен таксофон.
Ближайшее отделение почтовой связи, обслуживающее жителей деревни, находится в посёлке санатория «Озеро Белое».